# Новая Жанна д’Арк
«Новая Жанна д’Арк» (англ. Joan of Arcadia, 2003—2005) — американский семейный телесериал, созданный продюсером Барбарой Холл, рассказывающий о девушке Джоан Джирарди, которая общается с Богом и выполняет поручения, которые он ей даёт.
Действие сериала происходит в вымышленном городе Аркадия (штат Мэриленд).
Сериал состоит из двух сезонов, которые транслировались по пятницам в прайм-тайм на канале CBS с 26 сентября 2003 по 22 апреля 2005 года.
Сериал был высоко оценён критиками и получил престижную премию «Выбор народа» в категории «Любимая новая телевизионная драма». Также сериал стал одним из немногих телевизионных шоу, которые получили номинацию на престижную премию «Эмми» в первом сезоне. В первый год трансляции сериал посмотрело более 10 млн зрителей.
Второй сезон сериала оказался менее успешным. Его аудитория составила менее 8 млн человек.
По причине низких рейтингов 18 мая 2005 года было принято решение о закрытии сериала.

## Сюжет

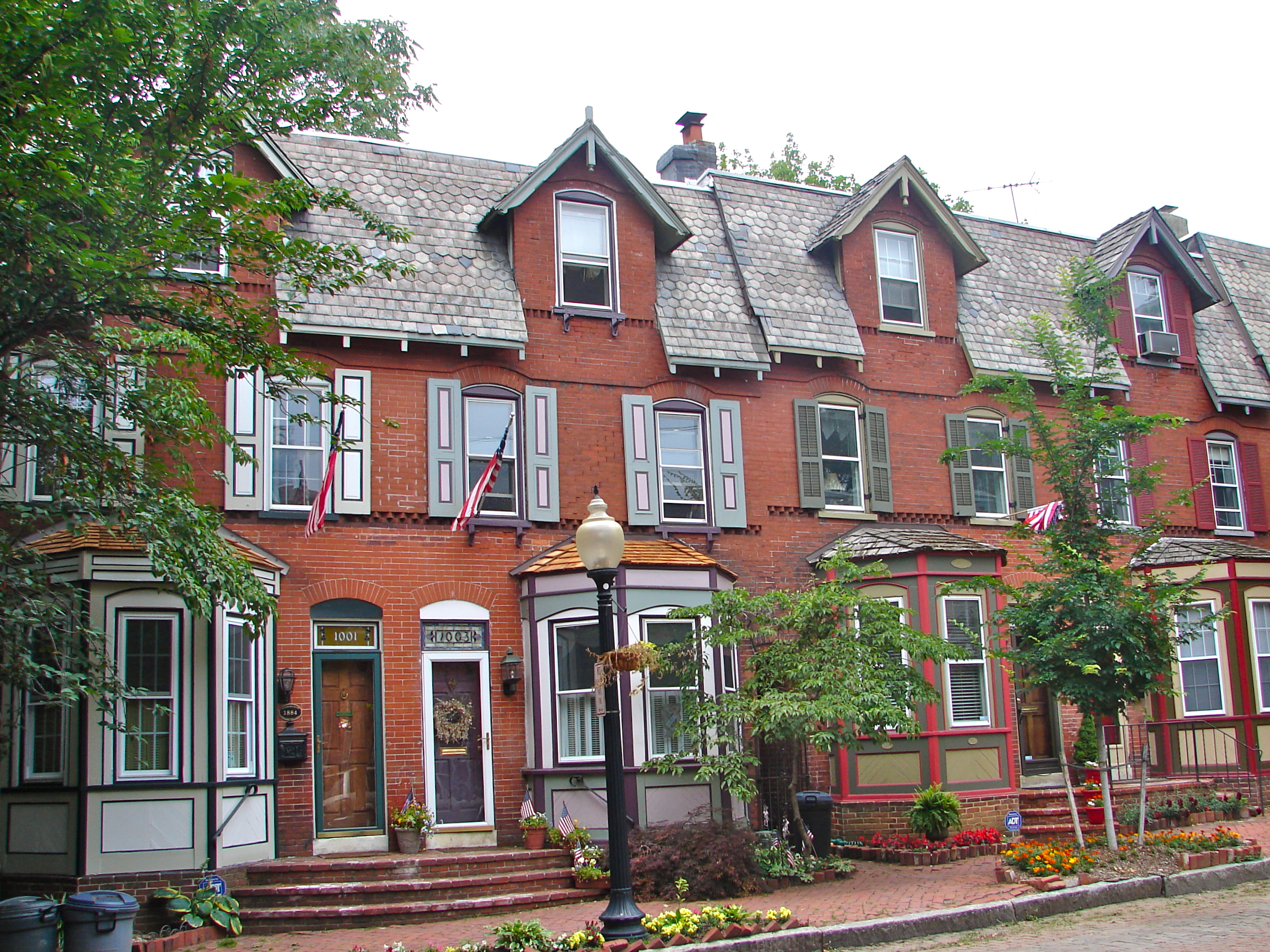
Город Уилмингтон, ставший на время съёмок сериала Аркадией

Сериал повествует о шестнадцатилетней Джоане Жирарди. Она вместе со своей семьей переехала жить в город Аркадия, где её отцу предложили должность шефа полицейского участка, а мама начала работать учительницей. Старший брат Джоан, Кевин, профессионально занимался игрой в американский футбол, но после автокатастрофы стал инвалидом и вынужден был оставить спортивную карьеру. Её младшему брату, Люку, всего пятнадцать лет, и он мечтает о том, чтобы его жизнь была счастливой, для чего старается брать от жизни всё самое лучшее.
В Аркадии Джоане начинает являться Бог. Каждый раз он появляется в образе какого-нибудь человека: симпатичного парня, странной женщины, уборщика, маленькой девочки… в общем кого угодно. В начале каждой серии Бог даёт Джоане какое-нибудь задание, вроде «устройся на работу в книжный магазин». Поначалу эти задания кажутся бессмысленными и часто Джоана отказывается их выполнять, но, тем не менее, в процессе их выполнения (или в процессе избегания их выполнения) ей приходится проделывать сложную внутреннюю работу, переосмысливать свои ценности, учиться новому и сталкиваться с важными для себя событиями, и в результате чего каждое из заданий наполняет жизнь Джоаны глубоким личным смыслом.

## В ролях

### Главные роли
- Эмбер Тэмблин (Джоан Джирарди) — средний ребёнок в семье Джирарди. Девушка-подросток, которая говорит с Богом.
- Джо Мантенья (Уил Джирарди) — отец Джоан, Кевина и Люка Джирарди. Шеф полиции Аркадии. Решил вернуться на работу в полицию после коррупционного скандала. Актёр также помогал на кастингах других персонажей[5].
- Мэри Стинберджен (Хелен Джирарди) — жена Уила Джирарди, мать Джоан, Кевина и Люка. Секретарь, а впоследствии учитель рисования в школе.
- Джейсон Риттер (Кевин Джирарди) — старший ребёнок в семье Джирарди. Был парализован в результате автомобильной аварии во время учёбы в старших классах. Работает в местной газете.
- Майкл Уэлш (Люк Джирарди) — младший ребёнок в семье Джирарди. Интересуется наукой, круглый отличник.
- Кристофер Маркетт (Адам Роув) — лучший друг Джоан и Грейс. Лучший ученик Хелен. Обладает фотографической памятью.
- Бекки Уолстром (Грейс Полк) — лучшая подруга Джоан. Выступает против любых проявлений власти. Особо ненавидит Гевина Прайса.

### Второстепенные роли
- Аарон Химельштей (Фридман) — лучший друг Люка.
- Магейна Това (Лайнис Фильола) — подруга Люка.
- Спрейг Грейден (Джудит Монтгомери) — подруга Джоан, с которой они познакомились в летнем психиатрическом лагере.
- Марк Тотти (Детектив Карлайл) — полицейский, работает с Уилом.
- Элейн Хендрикс (мисс Личак) — учитель химии и физики в школе.
- Патрик Фабиан (Гевин Прайс) — заместитель директора школы. Крайне не популярен среди учеников.
- Энни Поттс (Люси Престон) — полицейский, работает с Уилом.
- Дерек Могран (Рой Ройбак) — полицейский, работает с Уилом.
- Эйприл Грейс (Детектив Тони Вильямс) — напарник Уила (в первом сезоне)
- Уэнтуорт Миллер (Райан Хантер) — молодой миллионер, который также говорит с Богом, однако со своими корыстными целями. Полная противоположность Джоан. Планировалось, что этот персонаж станет одним из главных в третьем сезоне.
- Дэвид Бёрг (Кен Мэлори) — друг Хелен. Пастор.
- Сидни Тамиа Пуатье (Ребекка Эскью) — репортёр в местной газете. Встречается с Кевином.
- Констанс Зиммер (Сестра Лилли Уотерс) — бывшая монахиня, подруга Кевина. Помогает Хелен.
- Хейли Дафф (Стиви Маркс)
- Эрик Палладино (лейтенант Майкл Долан)

### Приглашённые звёзды
- Хилари Дафф (Дилан Сэмьюэлз)[6]
- Лорен Мэйу (Элли)
- Алексис Дзена (Бонни)

### Реинкарнации Бога в сериале
За одну серию Бог является Джоан несколько раз в различных образах, например в образе домохозяйки, девочек-близнецов или ведущего новостей. Вот некоторые из реинкарнаций:
- Кэтрин Джустен — Бог-старушка
- Крис Лемке — Бог — милый парень в коричневом пиджаке
- Закари Куинто — Бог из телевизора
- Фил Льюис — Бог — морской офицер
- Кристи Карлсон Романо — Бог на официальных приёмах
- Will.i.am — Бог-картёжник
- Джеффри Ликон — Бог-гот

## Саундтрек
В качестве оригинальной музыкальной темы вступительных титров использована композиция «One of Us» в исполнении американской певицы Джоан Осборн:
What If God Was One of Us?
Just a Slob Like One of Us
Just a Stranger on the Bus
Trying to Make His Way Home.
Что если бы Бог был одним из нас?
Просто неряха, как один из нас,
Просто незнакомец в автобусе,
Пытающийся добраться домой.
Для того, чтобы увязать текст песни с сюжетом сериала, был снят эпизод, в котором Джоан встречает Бога в автобусе. Специально для сериала певица перезаписала трек с альбома Relish в более лирическом исполнении.

## Производство
Натурные съёмки проходили в городе Уилмингтон, штат Делавэр.

## Закрытие сериала
Сериал вышел на канале CBS сразу после другого успешного проекта канала — «Прикосновение ангела», который транслировался на протяжении девяти лет и снискал самые благосклонные отзывы американских критиков.
В 2003—2004 годах сериал «Новая Жанна д’Арк» стал одним из самых рейтинговых шоу на американском телевидении. Во втором сезоне рейтинг сериала снизился. Канал попытался привлечь внимание зрителей путём ввода в сюжет новых центральных персонажей, таких как реинкарнация Дьявола (со своей музыкальной темой «Sympathy for the Devil» The Rolling Stones), а также молодой миллионер Райан Хантер в исполнении Уэнтуорта Миллера, однако это не помогло. После второго сезона, в компании CBS пошли разговоры о закрытии сериала.
Фанаты были в негодовании. Были предприняты попытки вернуть сериал в эфир.
Канал решил повторить два эпизода («Нет будущего» и «Восхождение и падение Джоан Джирарди»), однако их рейтинг оказался ещё ниже, чем в день премьеры, и решение о закрытии сериала было принято окончательно.
После закрытия сериала реквизит, включая костюмы актёров, был продан на eBay.
Место «Новой Жанны д’Арк» в прайм-тайм на CBS занял сериал «Говорящая с призраками».

## Релиз на DVD
| Сезон | Сезон        | Кол-во эпизодов | Дата премьеры                     | Дата выхода на DVD | Дополнительные материалы |
| ----- | ------------ | --------------- | --------------------------------- | ------------------ | --- |
|       | Первый сезон | 23              | 26 сентября 2003 — 21 мая 2004    | 10 мая 2005        | Удалённые сцены Аудиокомментарии съёмочной группы Два специальных эпизода: «Создание Новой Жанны Дарк» «Галерея реинкарнаций Бога»           |
|       | Второй сезон | 22              | 24 сентября 2004 — 22 апреля 2005 | 28 ноября 2006     | Аудиокомментарии съёмочной группы Три специальных эпизода: «Съёмки Королевы Зомби» «Экскурсия по школе Джоан» «Общие темы. Создание эпизода» |